# Acropora robusta
Acropora robusta är en korallart som först beskrevs av James Dwight Dana 1846.  Acropora robusta ingår i släktet Acropora och familjen Acroporidae. IUCN kategoriserar arten globalt som livskraftig. Inga underarter finns listade i Catalogue of Life.